# کاینه وولری
کاینه وولری (انگلیسی: Kaiyne Woolery؛ زادهٔ ۱۱ ژانویهٔ ۱۹۹۵) بازیکن فوتبال اهل بریتانیا است.
از باشگاه‌هایی که در آن بازی کرده‌است می‌توان به باشگاه فوتبال ویگان اتلتیک، باشگاه فوتبال تاموورث، باشگاه فوتبال استافورد رانجرز، باشگاه فوتبال مایدستون یونایتد، باشگاه فوتبال مادرول، باشگاه فوتبال نوتس کانتی، و باشگاه فوتبال بولتون واندررز اشاره کرد.